# Woman's World
"Woman's World" là một bài hát của ca sĩ người Mỹ Katy Perry nằm trong album phòng thu thứ bảy của cô, 143 (2024). Bài hát được Capitol Records phát hành đi kèm với video ca nhạc vào ngày 11 tháng 7 năm 2024, với tư cách là đĩa đơn mỏ đường cho album. "Woman's World" là một bài hát được viết theo thể loại bubblegum pop và dance-pop do Perry đồng sáng tác với Chloe Angelides, Dr. Luke, Aaron Joseph, Vaughn Oliver và Rocco Did It Again!, phần sản xuất do bốn người cuối cùng đảm nhiệm.
Perry đã lên ý tưởng cho "Woman's World" sau khi được truyền cảm hứng bởi "nữ tính thiêng liêng", khi cô nhận thấy rằng những bài hát thành công nhất trong sự nghiệp của mình chẳng hạn như "Firework" (2010) và "Roar" (2013), đều mang thông điệp trao quyền. Tuy nhiên, thông báo về bài hát đã vấp phải những phản ứng trái chiều từ cộng đồng mạng, những người chỉ trích sự góp mặt của Dr. Luke trong bài hát khi trước đó ca sĩ Kesha từng đưa ra cáo buộc quấy rối tình dục đối với ông (nhưng sau đó ông thắng kiện trước Kesha và không bị luận tội). Sau khi phát hành, "Woman's World" nhận được nhiều đánh giá tiêu cực từ các nhà phê bình âm nhạc, những người chỉ trích lời bài hát và sự tham gia của Luke.
Về mặt thương mại, đĩa đơn này đã lọt vào top 10 ở Croatia và Israel, top 30 ở San Marino, Slovakia và Venezuela, vị trí thứ 47 tại Vương quốc Anh, vị trí thứ 63 tại Hoa Kỳ và vị trí thứ 65 trên bảng xếp hạng Billboard Global 200. Bài hát gây sốt trên đài phát thanh Mỹ Latinh và lọt vào top 10 bảng xếp hạng phát sóng tiếng Anh tại mười quốc gia Mỹ Latinh. Video ca nhạc có hình ảnh Perry hóa trang thành Rosie the Riveter cũng nhận được nhiều lời phàn nàn và bị coi là nỗ lực yếu kém trong việc truyền tải thông điệp nữ quyền. Cô bảo vệ rằng đoạn video này mang tính chất hài hước và châm biếm.

## Bảng xếp hạng
| Chart (2024)                               | Peak position |
| ------------------------------------------ | ------------- |
| Argentina Airplay (Monitor Latino)         | 9             |
| Australia Airplay (AirCheck)               | 17            |
| Austria Airplay (MusicTrace)               | 16            |
| Bỉ (Ultratop 50 Flanders)                  | 35            |
| Bolivia Airplay (Monitor Latino)           | 14            |
| Canada (Canadian Hot 100)                  | 77            |
| Canada CHR/Top 40 (Billboard)              | 36            |
| Canada Hot AC (Billboard)                  | 30            |
| Chile Airplay (Monitor Latino)             | 10            |
| CIS (Tophit)                               | 123           |
| Costa Rica Anglo Airplay (Monitor Latino)  | 7             |
| Croatia (HRT)                              | 5             |
| Ecuador Anglo Airplay (Monitor Latino)     | 3             |
| El Salvador Airplay (Monitor Latino)       | 15            |
| Estonia Airplay (TopHit)                   | 22            |
| Phần Lan Airplay (Radiosoittolista)        | 38            |
| France (SNEP)                              | 163           |
| Germany Airplay (MusicTrace)               | 9             |
| Thế giới Global 200 (Billboard)            | 65            |
| Guatemala Airplay (Monitor Latino)         | 18            |
| Honduras Anglo Airplay (Monitor Latino)    | 7             |
| Ireland (IRMA)                             | 65            |
| Israel (Media Forest)                      | 8             |
| Italy Airplay (EarOne)                     | 23            |
| Japan Hot Overseas (Billboard Japan)       | 2             |
| Latvia Airplay (TopHit)                    | 237           |
| Lithuania Airplay (TopHit)                 | 32            |
| Mexico Anglo Airplay (Monitor Latino)      | 5             |
| New Zealand Hot Singles (RMNZ)             | 6             |
| Nicaragua Airplay (Monitor Latino)         | 11            |
| Panama Anglo Airplay (Monitor Latino)      | 5             |
| Paraguay Airplay (Monitor Latino)          | 8             |
| Peru Anglo Airplay (Monitor Latino)        | 11            |
| Poland (Polish Airplay Top 100)            | 60            |
| Bồ Đào Nha (AFP)                           | 199           |
| Bồ Đào Nha Airplay (AFP)                   | 10            |
| Puerto Rico Anglo Airplay (Monitor Latino) | 8             |
| Russia Airplay (TopHit)                    | 227           |
| San Marino (SMRRTV Top 50)                 | 19            |
| Slovakia (Rádio Top 100)                   | 17            |
| South Korea BGM (Circle)                   | 187           |
| Anh Quốc (OCC)                             | 47            |
| Uruguay Anglo Airplay (Monitor Latino)     | 3             |
| Hoa Kỳ Billboard Hot 100                   | 63            |
| Hoa Kỳ Adult Contemporary (Billboard)      | 24            |
| Hoa Kỳ Adult Pop Airplay (Billboard)       | 17            |
| Hoa Kỳ Pop Airplay (Billboard)             | 22            |
| Venezuela (Record Report)                  | 28            |

| Chart (2024)               | Peak position |
| -------------------------- | ------------- |
| Estonia Airplay (TopHit)   | 33            |
| Lithuania Airplay (TopHit) | 62            |
| Paraguay (SGP)             | 34            |
| Slovakia (Rádio – Top 100) | 23            |